# Petersbach (Isel)
Der Petersbach ist ein orographisch linker Nebenfluss des Tauernbachs im Bezirk Lienz (Osttirol). Er liegt im Gemeindegebiet von Matrei in Osttirol.

## Lage und Verlauf
Der Petersbach entspringt in einem Talkessel zwischen dem Taxerkogel und dem Graukogel im Norden, Grauer Schimme und Großem Muntanitz im Osten sowie Wellachköpfe und Nussingkogel im Süden. Das Hauptquellgebiet liegt dabei im Bereich der Steiner Alm und entwässert durch mehrere Quellbäche neben den Abhängen der umliegenden Berge auch das Muntanitzkees. Ein weiterer Quellbach, der Nussingbach, liegt etwas abgetrennt unterhalb der Wellachköpfe und der Nussingscharte, wobei dieser Quellbach die Gletscherreste nördlich der Wellachköpfe entwässert und parallel zum Dr.-Karl-Jirsch-Weg verläuft. Unterhalb der Kessleralm mündet der Nussingbach linksseitig in den Petersbach und der Petersbach stürzt danach durch eine Waldschlucht ins Tauerntal, wo er südlich von Raneburg linksseitig in den Tauernbach mündet.